# Marquesado de Vista Alegre

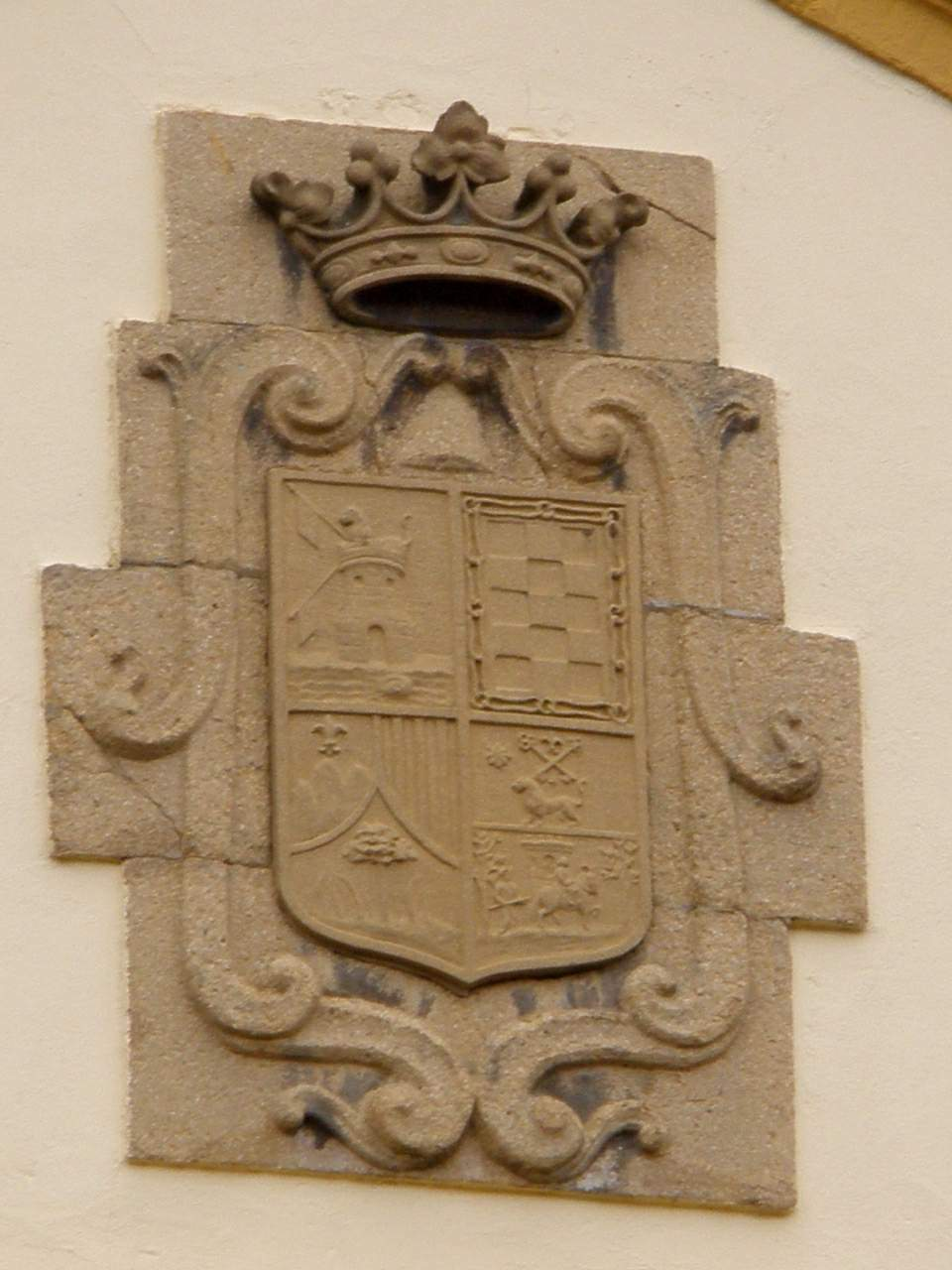
Armas de los marqueses de Vista Alegre en el edificio de la Obra Pía de Infiesto, de la que eran patronos de sangre.

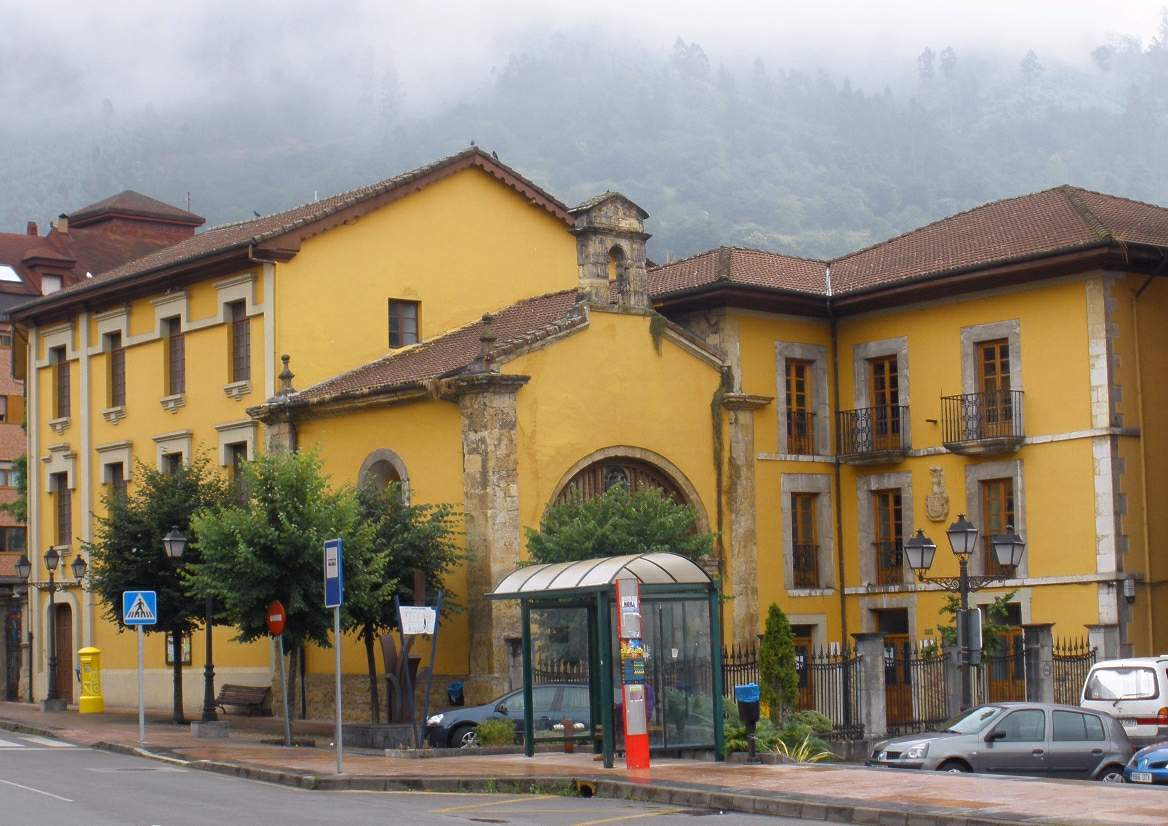
La casa y capilla de los Cobián, o de los marqueses de Vista Alegre, en la plaza mayor de Infiesto, hoy sede del Centro de Formación Profesional El Prial. Al recaer la casa de Vista Alegre en los Unquera, en 1875, le quedó agregada esta casa, junto con el patronato de sangre de la Obra Pía de Infiesto y la casa de la Garrida en lugar de Lozana, su arrabal.

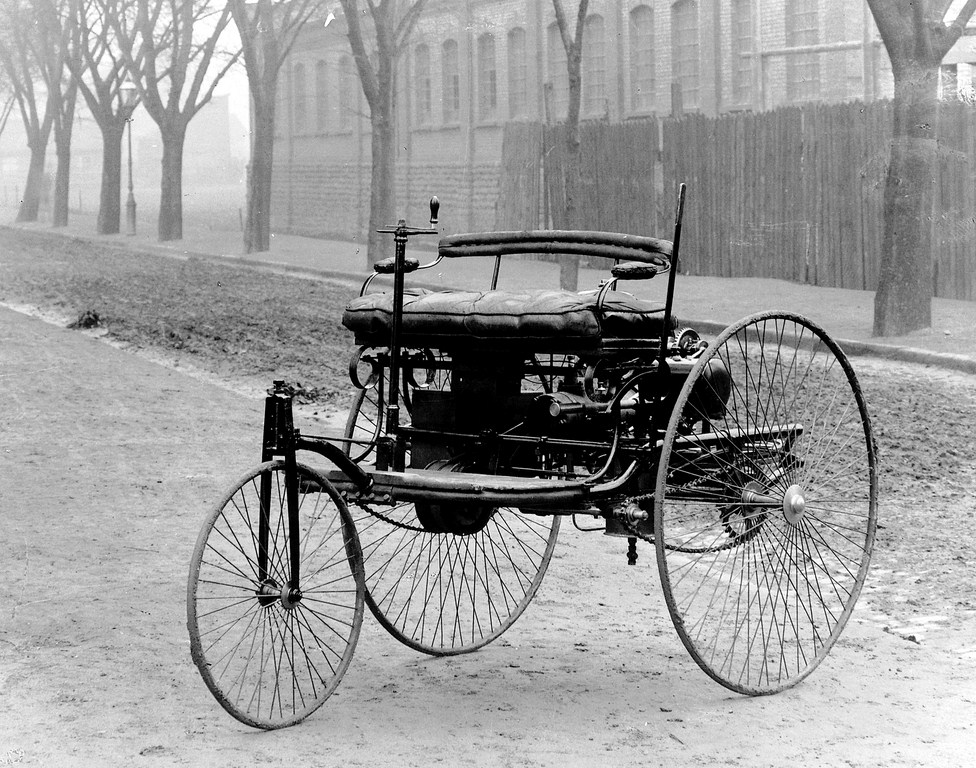
Aquellos chalados en sus locos cacharros. Luis María de Unquera y Antayo (1831-1893), V marqués de Vista Alegre y I barón de la Vega de Rubianes, heredó ya desvinculados los bienes de numerosos mayorazgos, y era en su tiempo el mayor hacendado del concejo de Piloña. En 1856 elevó a S.M. un memorial genealógico solicitando para su casa la grandeza de España de primera clase, que no le fue concedida. No tuvo descendencia, y se convirtió en uno de aquellos nobles fin de race que proliferaron en la España de finales del XIX. Antes de 1890 adquirió el primer automóvil que circuló en Asturias: un triciclo Benz que solía conducir por los caminos de Piloña, causando el asombro de los paisanos. Fue gran benefactor de los piloñeses, y a su muerte legó a los colonos la mayor parte de sus tierras y propiedades, a excepción de la casa de Cobián de Infiesto, que siguió en los marqueses de Vista Alegre hasta tiempos recientes.

El marquesado de Vista Alegre es un título nobiliario español, creado como título de Castilla por el rey Carlos III en 1761 a favor de Antonio Agustín de Antayo y Monterde, señor del coto de Viyao en la parroquia de Borines y de la casa de Rubianes en la de Cereceda, todo en el concejo asturiano de Piloña, su alcalde y alguacil mayor, regidor perpetuo de Oviedo y diputado a la Junta General del Principado.
Antes había sido un título del reino de Nápoles, creado el 20 de agosto de 1735 por el mismo rey (antes de serlo de España) en favor de Isidro de Antayo y Duque de Estrada,  padre del dicho Antonio y poseedor de la misma casa y jurisdicción, que tomó parte en la Recuperación de las Dos Sicilias (1734) como jefe de escuadra de la Real Armada española.
Habiendo pasado Carlos a reinar en España, y para premiar los méritos de padre e hijo, dispuso que aquella merced fuera considerada de Castilla y para ello dictó el oportuno Real Decreto de Conversión el 19 de agosto de 1760 a favor de Antonio, a quien otorgaba el vizcondado previo de Sotiello, expidiéndose el real despacho el 1 de febrero de 1761.
Este marquesado tomaba denominación de la casería de Vistalegre, sita en la parroquia de Santa Eulalia de Ques, concejo de Piloña.

## Lista de marqueses de Vista Alegre
|                                                                                       | Titular                                                                               | Periodo                                                                               |
| Título de Nápoles (Creación por Carlos III de España como Carlos VII, rey de Nápoles) | Título de Nápoles (Creación por Carlos III de España como Carlos VII, rey de Nápoles) | Título de Nápoles (Creación por Carlos III de España como Carlos VII, rey de Nápoles) |
| ------------------------------------------------------------------------------------- | ------------------------------------------------------------------------------------- | ------------------------------------------------------------------------------------- |
| I                                                                                     | Isidro de Antayo y Duque de Estrada                                                   | 1735-1755                                                                             |
| II                                                                                    | Antonio Agustín de Antayo y Monterde                                                  | 1755-1761                                                                             |
| Título de Castilla (Creación por Carlos III como rey de España)                       |                                                                                       |                                                                                       |
| I                                                                                     | Antonio Agustín de Antayo y Monterde                                                  | 1761-1794                                                                             |
| II                                                                                    | Vicente de Antayo y Bermúdez de Espinaredo                                            | 1795-1826                                                                             |
| III                                                                                   | Juana de Antayo y Heredia                                                             | 1827-1875                                                                             |
| IV                                                                                    | Luis María de Unquera y Antayo                                                        | 1876-1893                                                                             |
| V                                                                                     | María de la Presentación de Tineo y Unquera                                           | 1894-1913                                                                             |
| VI                                                                                    | Julio Piernas y de Tineo                                                              | 1914-1952                                                                             |
| VII                                                                                   | José Fernando García-Briz y Piernas                                                   | 1954-1967                                                                             |
| VIII                                                                                  | María del Pilar García-Briz y Piernas                                                 | 1979-2004                                                                             |
| IX                                                                                    | José Fernando de Echevarría y García-Briz                                             | 2005-hoy                                                                              |

## Historia genealógica
El concesionario del título en Nápoles fue Isidro de Antayo y Duque de Estrada (1690-1755), I marqués de Vista Alegre en Nápoles desde 1735, señor del coto de Viyao en la parroquia de Borines y de la casa de Rubianes en la de Cereceda, todo en el concejo de Piloña. Sirvió al rey cerca de cuarenta años. «Primero en el Regimiento de Infantería de Asturias, de Cadete, Alférez y Teniente; después fue Capitán en los Batallones de Marina, luego Teniente de Navío de la Real Armada, Capitán de Fragata, Capitán de Navío, y últimamente Gefe de Escuadra». Fue visitador general de los presidios y plazas fuertes de Méjico y comandante general e inspector de los Reales Batallones de Marina, y tomó parte en combates contra los ingleses, en el sitio de Mesina, en la expedición a Orán y en la Recuperación de las Dos Sicilias (1734). Casó con Ignacia de Monterde y Antillón.
El marquesado fue creado de nuevo como título de España en favor de su hijo único:
- Antonio Agustín de Antayo y Monterde (1723-Oviedo, 19 de junio de 1794),[4] I marqués de Vista Alegre en Nápoles desde 1755, I marqués de Vista Alegre en España desde 1761,[5] señor del coto de Viyao y de la casa de Rubianes, alcalde mayor y alguacil mayor de Piloña, alférez mayor de Amieva, y también regidor perpetuo de la ciudad de Oviedo y de los concejos de Ponga y Caso, natural de la ciudad de Méjico. Fue colegial de San Gregorio de los Pardos de Oviedo, diputado durante 25 años a la Junta General del Principado y su comisionado en Madrid.

Casó con María Teresa Bermúdez Rivero, hija de Roque Bermúdez de Rivero, regidor perpetuo del Consejo de Piloña y señor de las casas de Sofelguera y Espinaredo, y de Teresa de Rivero Gómez de la Madriz, que había casado anteriormente con Juan de Mendoza y Pariente, I marqués de Deleitosa.  En 24 de abril de 1795, sucedió su hijo:
- Vicente de Antayo y Bermúdez de Rivero (baut. 10 de febrero de 1753-1826), II marqués de Vista Alegre[5] y general del ejército.[4]

Casó con Catalina Heredia Tineo, hija de Antonio de Heredia y Velarde y de Juana de Tineo y Ulloa. En 1827 sucedió su hija:
- Juana de Antayo y Heredia (1798-13 de diciembre de 1875), III marquesa de Vista Alegre.[5]

Casó el 10 de noviembre de 1852, con José de Unquera y Antayo. El 11 de agosto de 1876 sucedió su hijo:
- Luis María de Unquera y Antayo (1831-1893), IV marqués de Vista Alegre,[5] I barón de la Vega de Rubianes. En 1856 elevó a S.M. un memorial genealógico solicitando para su casa la grandeza de España de primera clase, que no le fue concedida.[6] El 16 de abril de 1894 sucedió su sobrina:[5]

- María de la Presentación de Tineo y Unquera (21 de noviembre de 1852-6 de noviembre de 1913),[4] V marquesa de Vista Alegre y II baronesa de la Vega de Rubianes,[4] hija de los marqueses de Casa Tremañes.[7]

Casó el 29 de julio de 1878, en Oviedo, con José Manuel Piernas Hurtado (1843-1911), catedrático de Economía Política en Oviedo y Zaragoza, decano de la facultad de Derecho de Madrid, profesor universitario y autor de varias obras. El 28 de marzo de 1914 sucedió su hijo:
- Julio Piernas y de Tineo (1879/80-Llanes, 6 de octubre de 1952),[4] VI marqués de Vista Alegre, III barón de la Vega de Rubianes.

Casó con Amalia de Saro y Bernáldo de Quirós (1887-1966). El 11 de junio de 1954 sucedió su sobrino, hijo de Manuel García-Briz y Molano y de Emilia Piernas y Tineo, que rehabilitó el título de conde de Baynoa en 1915.
- José Fernando García-Briz y Piernas (1904-1967), VII marqués de Vista Alegre. El 5 de mayo de 1979[1] sucedió su hermana:[5]

- María del Pilar García-Briz y Piernas (m. 2004), VIII marquesa de Vista Alegre, IV condesa de Baynoa desde 1958 y IV baronesa de la Vega de Rubianes.

Casó con José de Echevarría y Normand, hijo único de Juan de Echevarría Zuricalday y de Enriqueta Normand Böer. El 5 de abril de 2005 sucedió su hijo:
- José Fernando de Echevarría y García-Briz, IX y actual marqués de Vista Alegre,[5] V conde de Baynoa, V barón de la Vega de Rubianes. Cedió el título de barón de la Vega de Rubianes a su hija Ana de Echevarría Carreres y el condado de Baynoa a su hijo Javier de Echevarría Carreres.[11]

Casado con María Isabel Carreres de Lambea.